# إيديا بيلارينيو
إيديا بيلارينيو بالإسبانية Idea Vilariño (منتيبيديو، 18 أغسطس 1920 - 28 أبريل 2009). كانت شاعرة وكاتبة مقالات وناقدة أدبية من الأوروغواي، تنتمى لجيل 45.

## السيرة الذاتية
نشأت إيديا في عائلة متوسطة ومثقفة حيث كان والدها لياندرو بيلارينيو (بالإسبانية:Leandro Vilariño) شاعراً نشرت أعماله بعد وفاته اما والدتها فكانت ملمة بلآداب الأوروبية. كانت أستاذ الأدب من التعليم الثانوي منذ عام 1952 حتى الانقلاب العسكرى في 1973.في عام 1985 كانت تدرس في قسم آدب اوروجواي وأمريكا اللاتينية في كلية العلوم الإنسانية والتربية والتعليم في جامعة الجمهورية. بدأت الكتابة وهي في ريعان شبابها ونمت معها موهبتها.

## جيل 45

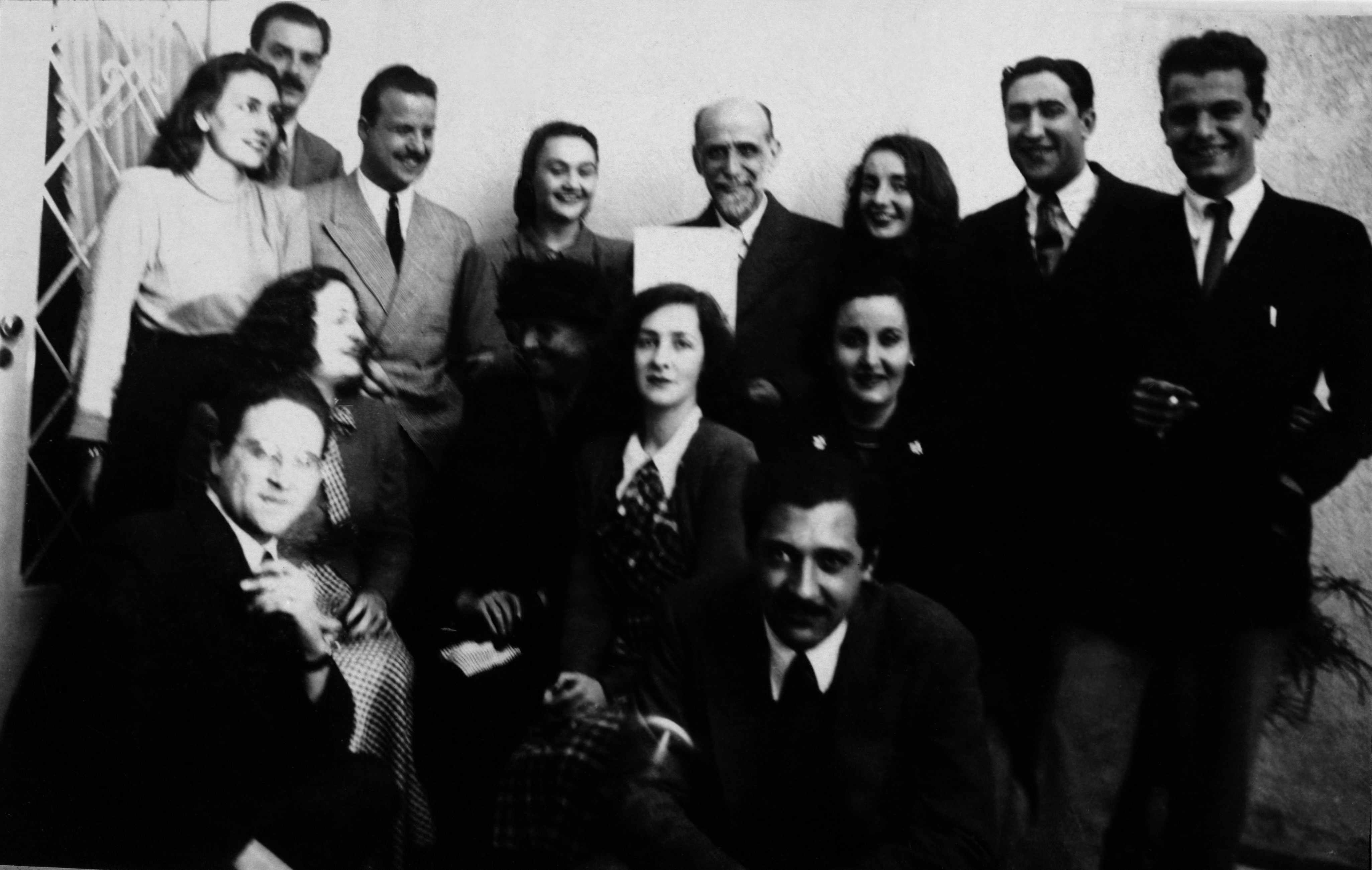
جيل 45 بمناسبة زيارة خوان رامون خيمينيث. من اليسار إلى اليمين، بالترتيب : ماريا زوليما سيلفا فيلا، مانويل أرتورو كلابس، كارلوس ماغي، ماريا إيناس سيلفا بيلا، خوان رامون خيمينيث، ايديا بيلارينيو، إمير رودريغيز مونيجال، انخيل راما. يجلس: خوسيه بيدرو دياز، أماندا بيرينغوير، زنوبيا كامبروبي، وإيدا فيتالي، إلدا لاجو، مانويل فلوريس مورا

انضمت إلى جيل 45 الذي نشأ منذ عام 1945 وحتى عام 1950 ومن خلاله تعرفت على كُتاب ذوى انطباعات مختلفة مثل:خوان كارلوس أونيتي، ماريو بينديتي، ساراندى كابريرا، كارلوس مارتينيز مورينو، كارلوس ريال دي ازوا، كارلوس ماغي، ألفريدو غرابينا، ماريو اريغوي، أماندا بيرينغوير، هومبرتو ميغيت، إمير رودريغيز مونيغال غلاديس غاستيلبيكتشي، خوسيه بيدرو دياث وآخرون

## أعمالها
شاركت في العديد من المساعي الأدبية.كانت من بين مؤسسي مجلة كلينامن (الاسم اللاتيني لسحق الذرات الذي لا يمكن التنبؤ به) ومجلة نوميرو(Número) التي كان لها صدد بين 1945- 1955 (و التي من خلالها تعرفت على خوان رامون خيمينيز). وكانت من بين المساهمين في مجلات أخرى مثل مرتشا (Marcha)، لا أوبينيون (La Opinión)، بريتشا (Brecha) وأسير (منطقة عسير)

## الشعرية
- المبتهلة (1945)
- السماء السماء (1947)
- الفردوس المفقود (1949)
- للهواء الملوث (1950)
- الليليات (1955)
- قصائد الحب (1957)
- العالم البائس (1966)
- الشعر (1970)
- لا (1980)
- أغاني (1993)
- الشعر الكامل (2000)

## المقالية
- مجموعات السيميترية في شعر أنطونيو ماتشادو (1951)
- الوزن في ايريرا ورييسيج (1955)
- آداب الطانجو (1965)
- الطانجو الغنائى (1981)

## ترجمات

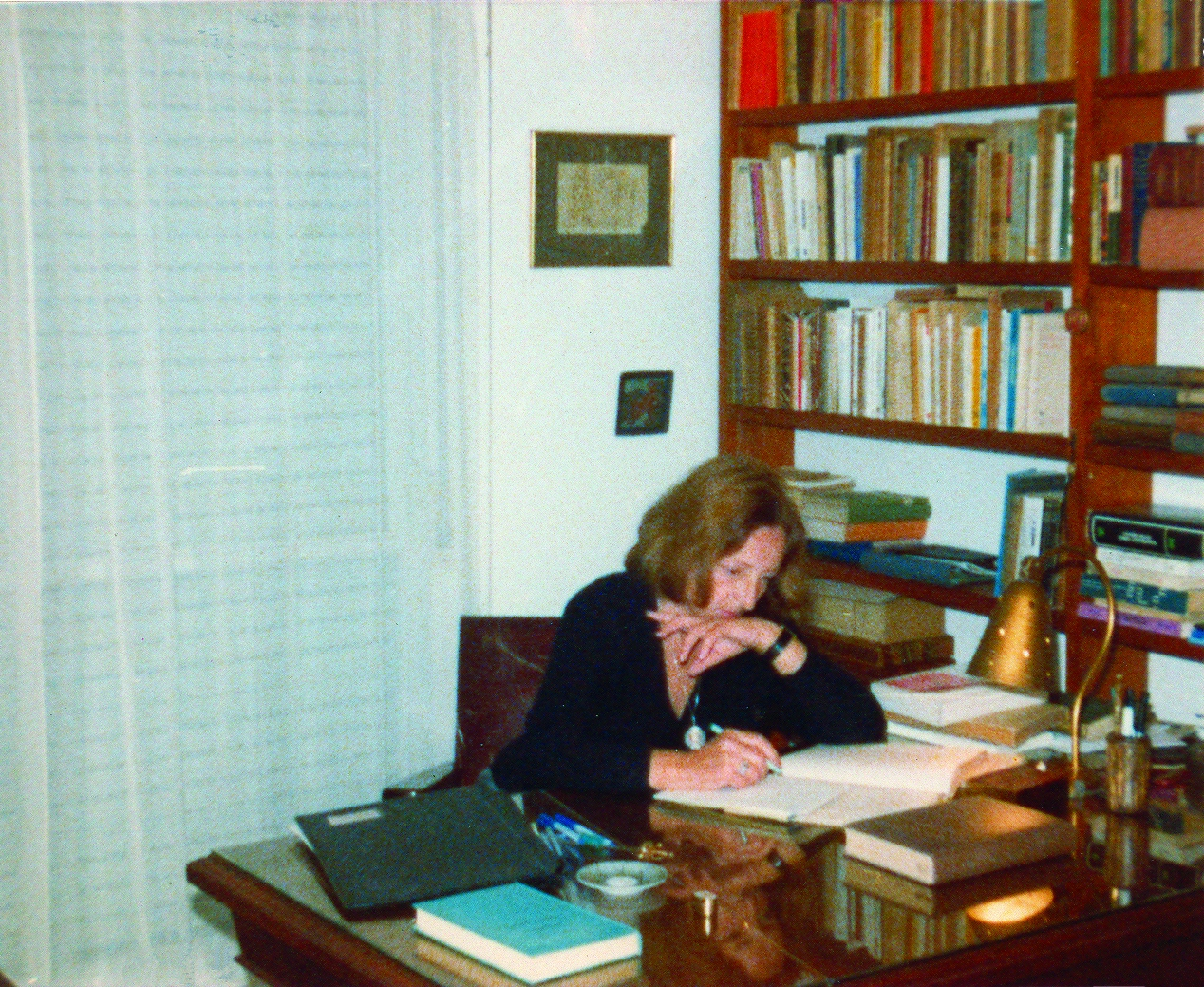
اديا بيلارينيو في مكتبها عام 1983

و تعد ترجماتها ايضاً موضوع اعتراف فقد حقق بعضها نجاحا علي مسارح مونتيبيدو كالنجاح الذي حققته أعمال شكسبير. في 1997 قابلت ايديا كل من روساريو بيروي وبابلو روكا ومن هنا ظهرت توثيقات ايديا وكان ذلك باشراف من ماريو جاكوب في مايو عام 1998. وقد ترجمت اعمالها الي العديد من اللغات الايطالية والالمانية والبرتغالية. عملت ايديا أيضا كملحنة لبعض الأعمال الموسيقية التي تنتمي الي الموسيقى الشعبية الاروجوية ومن بينها اغاني مثل: «الحمامة» وكانت من تلحين دانيل بيخليتي و«القصيدة والاغنية» وتم عزفها بواسطة ألفريدو سيتارروسا وايضا أغنية «الشرقيين» واغنية «سأذهب الي حرب العصابات» أما هذه فمن ألحان لوس اوليمارينيوس. قد حصلت ايديا بيلارينيو علي جائزة كونكس (جوائز كونكس) في الادب وقد منحتها لها مؤسسه كونكس (الأرجنتين) باعتبارها الكاتبة الأكثر تاثيراً في هذه المنطقة. توفيت ايديا بيلارينيو في مونتيبيدو في 28 من أبريل عام 2009 إثر قيامها بعملية جراحية بسبب انسداد في الأمعاء والشراين.

## روابط خارجية
- إيديا بيلارينيو على موقع IMDb (الإنجليزية)